# Castianeira munieri
Castianeira munieri is een spinnensoort uit de familie van de loopspinnen (Corinnidae).
De wetenschappelijke naam van de soort werd in 1877 als Agroeca munieri gepubliceerd door Eugène Simon.